# Isabelle Caro
Isabelle Caro Rosenbohm (12. září 1982 Aubergenville – 18. listopadu 2010 Paříž) byla francouzská modelka a herečka. Stala se známou poté, co se stala tváří kontroverzní reklamní kampaně proti anorexii. Fotografie nahé Caro vyhublé na kost pro kampaň nafotografoval italský fotograf Oliviero Toscani.

## Životopis
Caro začala s modelingem, když jí bylo třináct let. Bylo jí řečeno, že musí shodit deset kilo, pokud chce uspět ve světě módy. Isabelle tak přestala jíst, čímž začaly její problémy s anorexií. Sama sdělila, že spouštěčem anorexie bylo problematické a traumatizující dětství. Otec v jejím životě z velké části zcela chyběl, matka měla fobii, že vyroste, a proto často měřila její výšku. Také Isabelle nepouštěla ven, protože věřila, že děti na čerstvém vzduchu více rostou.
Když se objevila v televizním pořadu The Insider americké CBS, odhalila, že nejhorší stav její poruchy příjmu potravy byl, když vážila pouhých 25 kg s výškou 1,65 m. V době natáčení vážila 33 kg. Objevila se také epizodě v pořadu britského Channel 4, Zhubni, nebo přiber!, která se ve Velké Británii vysílala 11. března 2008. Zde o anorexii mluvila s novinářkou Annou Richardson.
Caro byla poprvé hospitalizována, když jí bylo 20 let. V roce 2006 upadla do kómatu, když vážila pouhých 25 kg. Lékaři jí dávali malé šance na přežití, ale Isabelle přežila a začala pomáhat v osvětě proti mentální anorexii. Stala se modelkou v reklamní kampani No Anorexia, kterou nafotografoval italský fotograf Oliviero Toscani. Šokující fotografie vyvolala rozporuplné reakce a v Itálii byla dokonce úřady zakázána.
V dalším rozhovoru se objevila v televizní dokumentární sérii Jessica Simpson: Krása bez hranic, ve které Jessica Simpson a její dva nejlepší přátelé cestovali po světě, aby prozkoumali význam pravé krásy. Simpson zkoumala, jak se některé modelky staly posedlými vyhublostí. Caro promluvila o tom, jak se stala anorektičkou, a varovala další dívky před mentální anorexií.
Caro se také objevila v televizní sérii TABU kanálu National Geographic. Natáčení proběhlo dva měsíce před její smrtí.
Caro zemřela 17. listopad 2010 ve Francii, poté co strávila dva týdny v nemocnici, kam byla přijata s akutním respiračním onemocněním. Příčina její smrti je neznámá, ale pravděpodobně šlo o selhání imunity v důsledku anorexie. Její herecký instruktor Daniele Dubreuil-Prevot sdělil tiskové tiskové agentuře Associated Press, že Caro zemřela po návratu do Francie z práce v Tokiu, a že „byla velmi dlouho nemocná” (v narážce na její anorexii). Její rodina o smrti Isabelle informovala média až měsíc poté, 29. prosince 2010. Caro zemřela v Paříži a je pohřbena v Cimetière du Montparnasse. Dne 18. ledna 2011 bylo oznámeno, že matka Isabelle Caro, Marie, spáchala během předchozího týdne sebevraždu, jelikož podle všeho neunesla pocit viny za smrt své dcery.
Nevlastní otec Isabelle Christian Caro, následně vysvětlil, že si Isabelle nepřála v nemocnici zůstat, ale její matka ji nutila, aby nikam neodcházela. Matka cítila vinu, že dala dceru proti její vůli do nemocnice Bichat. Dle Christiana Caro za smrt modelky mohlo zanedbání péče ze strany lékařů. Podal  k soudu stížnost na personál nemocnice, ale nejsou žádné dostupné informace o tom, zda lékaři v péči opravdu pochybili, ani co bylo přesně příčinou Isabellina úmrtí.

## Filmografie
| Rok  | Název filmu                     | Režisér              |
| ---- | ------------------------------- | -------------------- |
| 2008 | Anorexia. Storia di un'immagine | Leandro Manuel Emede |
| 2010 | Tajemství mumie                 | Luc Besson           |